# ماری یاسایی
ماری یاسایی (مجاری: Mari Jászai؛ ‏ ۲۴ فوریهٔ ۱۸۵۰ – ۵ اکتبر ۱۹۲۶) بازیگر اهل مجارستان بود.
از فیلم‌ها یا برنامه‌های تلویزیونی که وی در آن نقش داشته‌است، می‌توان به تبعید اشاره کرد.